# Shamiram Tholus
Lo Shamiram Tholus è una struttura geologica della superficie di Venere.